# Les Aventures de Dollie
Pour plus de détails, voir Fiche technique et Distribution.
Les Aventures de Dollie (titre original : The Adventures of Dollie) est un film muet américain sorti en 1908, marquant les débuts de D. W. Griffith en tant que réalisateur.

## Synopsis
Un couple et leur fillette, Dollie, passe un week-end dans leur maison de campagne. Rires et jeux. Tandis que le père entreprend la lecture de son journal, la mère et sa fille vont se promener sur la berge de la rivière qui coule non loin de la maison, où pêchent deux garçons. Un bohémien les rejoint, offrant à leur vendre des paniers. La mère dédaigne son offre, il insiste, elle le repousse. Dépité, il tente alors de lui dérober son sac à main. Elle crie. Le père arrive fort en colère, son journal roulé à la main comme une matraque, et le frappe. Le bohémien rompt le combat. La famille revient devant leur maison, et le père joue au badminton avec Dollie. Le bohémien a rejoint sa roulotte où son épouse prépare la soupe. Pleutre, il lui montre les traces invisibles des coups reçus, et il a soudain une idée qu'il explique à son épouse en faisant un geste de la main, révélateur, qui désigne la hauteur de la fillette. Son épouse proteste, et elle reçoit en retour une gifle. Devant la maison, le père est appelé par le jardinier et Dollie se retrouve seule. Le bohémien s'approche avec prudence, puis la bâillonne et l'emporte sur son dos. Retour à la roulotte. Le bohémien enferme la fillette dans un tonneau. Pendant ce temps, la mère et le père s'aperçoivent de la disparition de Dollie. Le père appelle le jardinier et tous deux partent à la recherche de la fillette. Quand ils arrivent au camp, ils fouillent partout. Le bohémien les regarde avec mépris, assis sur le tonneau. Les deux hommes poursuivent leurs recherches plus loin. Les bohémiens lèvent le camp, le tonneau arrimé à la roulotte. En passant à gué la rivière, ils perdent le tonneau sans s'en apercevoir. Celui-ci est entraîné par le courant, franchit une petite cascade, un rapide, puis vient s'échouer sur la berge... juste en face de la maison familiale. Les deux jeunes pêcheurs le tirent de l'eau. Le père arrive, il se penche pour écouter un bruit qui provient de l'intérieur du tonneau, il l'ouvre : Dollie se lève. La famille est de nouveau réunie.

## Fiche technique

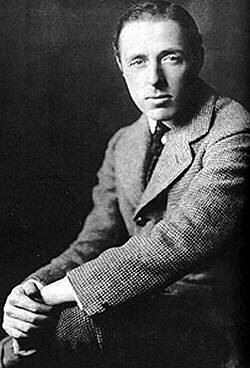
D. W. Griffith signe ses débuts de réalisateur avec ce film.

Sauf mention contraire cette fiche technique est établie à partir du livre D.W. Griffith - Le Cinéma.
- Titre : Les Aventures de Dollie
- Titre original : The Adventures of Dollie
- Réalisation : D. W. Griffith et G. W. Bitzer (non crédité)[3]
- Scénario : Stanner E. V. Taylor
- Photographie : Arthur Marvin
- Société de production : American Mutoscope and Biograph Company[4]
- Société de distribution : American Mutoscope and Biograph Company[5]
- Budget : 65 $ de l'époque[6]
- Pays de production :  États-Unis
- Format[7] : Noir et blanc - Muet - 1,33:1 - 35 mm[8],[9]
- Longueur de pellicule : 713 pieds (217,32 mètres[9])
- Genre : Film d'aventure, Film d'action
- Durée : 12 minutes (à 16 images par seconde)[7]
- Date de sortie : 
  - États-Unis : 14 juillet 1908

## Distribution
Les noms des personnages proviennent de l'Internet Movie Database.
- Arthur V. Johnson : le père de Dollie
- Linda Arvidson : la mère de Dollie
- Gladys Egan : Dollie
- Charles Inslee : le gitan
- Madeleine West[10] : la femme du gitan

## Autour du film
- Après avoir été engagé en tant que scénariste et acteur, D. W. Griffith se voit confier le tournage des Aventures de Dollie par Henry Norton Marvin, le patron de l'American Mutoscope and Biograph Company[4]. Griffith insiste auprès de sa direction pour que Linda Arvidson obtienne le rôle de la mère de Dollie[5]. À cette époque personne ne sait que le réalisateur et l'actrice sont mari et femme ; ils le cachent[11].
- Le tournage s'effectue alors en deux jours, les 18 et 19 juin 1908, dans le studio de New York de la Biograph et à Sound Beach (ou South Beach[8]) dans le Connecticut[2] pour un coût total de 65 $[6] (ce qui correspond à plus de 1000 $ actuels). À sa sortie, le film ne plaît pas du tout aux exploitants de salles. La Biograph décide malgré tout de le distribuer afin d'essayer de récupérer l'argent qu'elle a investi pour sa réalisation. C'est finalement grâce au bouche-à-oreille que les spectateurs se ruent pour voir Les Aventures de Dollie et ainsi en faire un succès[5].
- À la suite de ce premier coup d'essai réussi et au départ de la société de Wallace McCutcheon, la Biograph propose à D. W. Griffith, le 17 août 1908[12], un contrat de metteur en scène[5] à 50 dollars par semaine[12].
- Ce film était considéré comme recyclé par les producteurs, aussi bien le négatif que les copies. Mais à l'époque, sur le modèle de Thomas Edison, une copie 35 mm sur support papier avait été donnée par les producteurs à la Bibliothèque du Congrès en guise de dépôt légal qui permettait surtout de marquer l'antériorité du film sur les éventuelles contrefaçons. Le support papier était le seul acceptable par la bibliothèque. En effet, il était inconcevable de conserver une copie sur support Eastman, le celluloïd étant inflammable, y compris spontanément. Plus tard, quand il s'agissait pour la Bibliothèque du Congrès de reconstituer l'œuvre des cinéastes américains des premiers temps, c'était le cas pour Les Aventures de Dollie, les photogrammes sur papier ont été filmés image par image par le procédé du banc-titre, et un nouveau négatif sur support transparent a pu ainsi être établi[13].